# فرودگاه بین‌المللی هارگسیا
فرودگاه بین‌المللی هارگسیا (به انگلیسی: Hargeisa International Airport) یک فرودگاه همگانی با کد یاتا HGA است که یک باند فرود سنگفرش آسفالت دارد و طول باند آن ۲۴۳۸ متر است. این فرودگاه در کشور سومالی قرار دارد و در ارتفاع ۱۳۴۸ متری از سطح دریا واقع شده‌است.